# Dayton (Tennessee)
Dayton ist eine City im Rhea County, Tennessee, USA durch den Richland Creek mit dem Tennessee River verbunden. Das U.S. Census Bureau hat bei der Volkszählung 2020 eine Einwohnerzahl von 7.065 ermittelt. In Dayton befindet sich der Sitz der Countyverwaltung (County Seat) des Countys.
Dayton wurde bekannt durch den Affenprozess 1925.

## Geographie
Nach dem United States Census Bureau hat die Stadt eine Gesamtfläche von 16,5 km², wovon 15,9 km² Land und 0,6 km² Wasser sind. Damit ist 3,62 % der Fläche Wasser. Der nahegelegene Chickamauga Lake dient als Erholungsgebiet.

## Demographie
Nach der Erhebung von 2000 zählt die Stadt 6180 Menschen, 2323 Haushalte und 1558 Familien. Die Bevölkerungsdichte beträgt 389,3 Einwohner/km². Es gibt 2492 Wohneinheiten bei einer Dichte von 157,0/km². 90,70 % der Bevölkerung sind Weiße, 5,26 % Afroamerikaner, 0,23 % amerikanische Ureinwohner, 0,73 % Asiaten, 0,03 % pazifische Insulaner, 1,75 % von anderer ethnischer Herkunft. 1,31 % sind Mischlinge, 3,12 % sind Latinos.
Von den 2323 Haushalten haben 31,5 % Kinder unter 18 Jahre. 47,7 % davon sind verheiratete, zusammenlebende Paare, 15,3 % sind alleinerziehende Mütter, 32,9 % sind keine Familien, 29,2 % bestehen aus Singlehaushalten und in 12,9 % leben Menschen älter als 65. Die Durchschnittshaushaltsgröße beträgt 2,40 und die Durchschnittsfamiliengröße 2,95 Personen.
23,5 % der Bevölkerung sind unter 18 Jahre, 16,0 % zwischen 18 und 24, 25,4 % zwischen 25 und 44, 20,8 % zwischen 45 und 64, 14,3 % älter als 65. Das Durchschnittsalter beträgt 34 Jahre. Das Verhältnis Frauen zu Männer beträgt 100:86,8, für Menschen älter als 18 Jahre beträgt das Verhältnis 100:82,4.
Das Durchschnittseinkommen der Haushalte beträgt $26.542, das Durchschnittseinkommen der Familien $33.149. Männer haben ein Durchschnittseinkommen von $30.521, Frauen nur $22.144. Das Prokopfeinkommen der Stadt beträgt $15.946. 16,9 % der Bevölkerung und 13,4 % der Familien leben unterhalb Armutsgrenze, davon sind 24,0 % jünger als 18 Jahre und 16,6 % älter als 65.

## Geschichte
1879 kaufte der Engländer Sir Titus Salt, ehemaliger Bürgermeister von Bradford, England, Land im Rhea County und gründete die Titus Salt and Son Ltd zum Abbau von Kohle und Eisenerz. 1883 übernahm die Dayton Coal and Iron Company mit Sitz in Saltaire, England, die weiteren Investitionen. Die Stadt Dayton wurde etwa 1884 gegründet. Im Jahre 1925 fand in Dayton der berühmte Affenprozess statt. Dieser Prozess war bahnbrechend dafür, dass die Evolutionstheorie an Schulen gelehrt werden durfte. Während der Dauer des Prozesses stand die Stadt für eine kurze Zeit im Mittelpunkt des Interesses von Touristen und Journalisten.
2006 wurde der Roman Monkey Town: The Summer of the Scopes Trial von Ronald Kidd veröffentlicht. Der Roman beschreibt, wie die Stadt aus PR-Gründen den Prozess inszeniert, um Besucher anzulocken und den eigenen Bekanntheitsgrad zu steigern.

## Wirtschaft
Die nahegelegenen Atomkraftwerke Sequoyah und Watts Bar sind Arbeitgeber einiger Einwohner Daytons.

## Söhne und Töchter der Stadt
- Amanda Davidson (* 1983), Basketballspielerin
- Joseph Aloysius Durick (1914–1994), Bischof von Nashville
- Van Hilleary (* 1959), Politiker